# Søren Barth
Søren Christian Barth (1. september 1803 i Kongens Lyngby – 19. januar 1895 på Solbakken i Birkerød Sogn) var en dansk officer.
Søren Barth fødtes i Kongens Lyngby som søn af oboisten og komponisten Frederik Philip Carl August Barth. Som 19-årig lod Søren Barth sig hverve som korporal ved Det sjællandske Lansenerregiment og i 1826 blev han efter uddannelse ved Landkadetakademiet udnævnt til sekondløjtnant. I 1842 avancerede han til ritmester ved 1. kavaleribrigade.
I Treårskrigen i 1848 deltog han både i slaget ved Bov og i slaget ved Slesvig. Året efter, da krigen blev genoptaget, fik han som ritmester af 1. klasse kommandoen over 6. dragonregiments 2. eskadron. Under overkommando af general Olaf Rye var han i kamp ved Kolding den 23. april 1849, og den 31. maj nedkæmpede han en overtallig preussisk styrke i kavalerifægtningen ved Aarhus. I 1850 udmærkede han sig ligeledes i slaget ved Isted. Strategien gik ud på at lokke preusserne langt op i Jylland, så man i fred kunne angribe slesvigerne omkring Fredericia. Og det lykkedes.
Omtrent på stedet hvor rytterfægtningen fandt sted i Aarhus, blev der i 1899 rejst en mindesten over sejren, og ca. 1950 blev der tæt på opført et beboelseskompleks med navnet Rytterparken. Både Barth og to andre officerer fra dette slag, Heramb og Jessen, har fået opkaldt en vej efter sig i dette nabolag.
I tiden mellem de to slesvigske krige udarbejdede Barth et forslag til ny udrustning af ryttersoldater. Forslaget blev ikke vel modtaget blandt kolleger i Danmark, men i udlandet skal det have vundet stor anerkendelse og Barth blev tildelt flere ordener som anerkendelse.
I 2. Slesvigske Krig 1864 var Barth overflyttet til forsyningstjenesten og som major og senere oberstløjtnant opkøbte han heste og vogne til hærens brug. Efter krigen blev han pensioneret med rang af oberst.
Han blev Ridder af Dannebrog 1841, Dannebrogsmand 1865 og Kommandør af 2. grad 1888.
Han er begravet på Hørsholm Kirkegård.